# Синфазный сигнал
Синфа́зный сигнал — составляющая аналогового сигнала, присутствующая с одним знаком, амплитудой и фазой на всех рассматриваемых выводах. В электронике, где сигнал передаётся с использованием напряжения, синфазный сигнал определяется обычно как полусумма напряжений:
{\displaystyle U_{\text{синф}}={\frac {U_{1}+U_{2}}{2}}.}
Синфазный сигнал можно рассчитать, зная величину дифференциального сигнала {\displaystyle U_{\text{диф}}} и величину аналогового сигнала {\displaystyle U} «в роли уменьшаемого» на одном из выводов:
{\displaystyle U_{\text{синф}}=U-U_{\text{диф}}/2.}

## В системах связи
Электронные системы кабельной связи, например, множество Ethernet-технологий, обычно построены по принципу передачи дифференциального сигнала через кабели, состоящие из витых пар. Синфазный сигнал в таких системах представляет собой электромагнитную помеху (возникающую, например, из-за электромагнитных помех силовых кабелей), которая должна быть подавлена на терминальном оборудовании. Однако из-за разбалансировки пары и несовершенства терминальных устройств часть синфазного сигнала переходит в дифференциальный сигнал, чем вызывает искажения полезного сигнала и соответственно увеличение вероятности потери передаваемых данных.

## В дифференциальных усилителях
Дифференциальный усилитель — электронное устройство, призванное усилить дифференциальный сигнал. Однако из-за нелинейности входных цепей, часть входного синфазного напряжения также усиливается. Степень подавления входного синфазного напряжения называется коэффициентом ослабления синфазного сигнала (КОСС) (или коэффициентом ослабления синфазной помехи), который нормируется и обычно выражается в децибелах напряжения. Так для операционных усилителей общего применения КОСС составляет порядка 65…100 дБ.